# Bathmocercus cerviniventris
Bathmocercus cerviniventris е вид птица от семейство Cisticolidae. Видът е почти застрашен от изчезване.

## Разпространение
Видът е разпространен в Кот д'Ивоар, Гана, Гвинея, Либерия и Сиера Леоне.